# Galeria Corso
Galeria Handlowa CORSO – 5-poziomowa galeria handlowa, położona w centrum Świnoujścia. W centrum handlowym znajduje się czterosalowe kino (obsługiwane przez Cinema 3D), 45 lokali handlowo-usługowych, w tym m.in.: CCC, Cropp, Deichmann, H&M, Rossmann, House, Mohito, Neonet, Reserved, Sinsay, Douglas. Ponadto w galerii znajduje się kantor wymiany walut oraz apteka. Na najwyższej kondygnacji znajduje się ponadto parking. Nazwa galerii Corso nawiązuje do włoskiego Corso Como, które jest miejscem pełnym najlepszych marek świata.
W kwietniu 2016 galeria została zakupiona przez fundusz First Property Group.
Galeria jest największym obiektem handlowym w Świnoujściu.